# LBJ Ranch
Le LBJ Ranch est un ranch américain situé dans le comté de Gillespie, au Texas. Ancienne propriété de Lyndon B. Johnson puis de sa veuve Lady Bird Johnson, il est aujourd'hui protégé au sein du Lyndon B. Johnson National Historical Park. Il abrite notamment la LBJ Ranch House, un aérodrome qui la desservait et un cimetière où est enterré l'ancien président des États-Unis et plusieurs membres de sa famille, le Johnson Family Cemetery.